# چری‌مویا
چری‌مویا یا چیری‌مویا (نام علمی: Annona cherimola) نام یک گونه از تیره انناسیا است. این گیاه بومی آمریکای لاتین به ویژه کشورهای محدوده رشته کوه آند می‌باشد.